# Psi latin
Ne doit pas être confondu avec la lettre grecque psi ‹ Ψ ψ ›, la lettre cyrillique psi ‹ Ѱ ѱ ›, la lettre copte psi ‹ Ⲯ ⲯ ›, la rune algiz ‹ 𐌙 ›, ou la lettre gotique thyth ‹ 𐌸 ›.
Le symbole psi (ψ) est un symbole utilisé par Clement Martyn Doke pour représenter un clic rétroflexe.

## Utilisation
Clement Martyn Doke a utilisé le psi, comme symbole non standard de l’alphabet phonétique international (API), pour représenter un des cinq clics du ǃkung,,,. Doke utilise un caractère sans empattement et sans hampe ascendante. D’autres auteurs utilisent plutôt la triple barre ‹ ⫴ › ou la triple barre oblique ‹ /// ›,, ou le double point d’exclamation ‹ ‼︎ ›.

Symboles de clics de Doke (avec les équivalents API des clics sourds).

## Représentation informatique
Le symbole psi, comme symbole phonétique de clic, n’a pas de caractères Unicode propre. Il peut être représenté par le caractère de la lettre grecque psi ψ (U+03C8 LETTRE MINUSCULE GRECQUE PSI).